# Laura Mirachian
Laura Mirachian (* 16. April 1948 in Padua) ist eine italienische Diplomatin im Ruhestand.

## Leben
1970 schloss sie ein Studium der Politikwissenschaft  an der Universität Padua  ab.
1974 trat sie in den auswärtigen Dienst. Von 1975  bis 1977 wurde sie in Mogadischu und von 1978 bis 1983 in Dublin beschäftigt. Von 1983 bis 1986 leitete sie die Abteilung Europäische Wirtschaftsgemeinschaft. Von 1987 bis 1991 wurde sie im Büro der Vereinten Nationen in Genf beschäftigt und war Mitglied der italienischen Delegation zur Uruguay-Runde. Von Januar 1992 bis 1995 während der Jugoslawienkriege war sie Gesandtschaftsrätin erster Klasse und Geschäftsträgerin in Belgrad. Von 1995 bis 1996 wurde sie in der Abteilung Balkan, östlicher Mittelmeerraum, beschäftigt. 1997 war sie an den Verhandlungen für den Vertrag von Rambouillet beteiligt. Von 2000 bis 2003 war sie Botschafterin in Damaskus und von 2006 bis 2008 leitete sie die Abteilung Europa. Vom 19. Juni 2008 bis 2013 war sie Ständige Vertreterin der italienischen Regierung nächst dem Büro der Vereinten Nationen in Genf.